# Tatyana Stetsenko
Tatyana Ivanovna Stetsenko (ukrainien : Татьяна Ивановна Стеценко), née le 7 février 1957 à Kyiv (RSS d'Ukraine), est une ancienne rameuse soviétique d'origine ukrainienne. Elle est médaillée d'argent aux Jeux de 1980.

## Carrière
Tatyana Stetsenko est médaillée d'argent en huit aux Jeux de 1980 et également médaillée d'argent sur la même épreuve aux Mondiaux 1977.

## Palmarès

### Jeux olympiques
- Jeux olympiques d'été de 1980 à Moscou ( Union soviétique) :
  -  médaille d'argent en huit

### Championnats du monde
- Championnats du monde 1978 à Karapiro ( Nouvelle-Zélande) :
  -  médaille d'or en huit

- Championnats du monde 1977 à Amsterdam ( Pays-Bas) :
  -  médaille d'argent en huit